# Cimolodonta
Cimolodonta zijn een onderorde van uitgestorven zoogdieren uit de Multituberculata die van het Vroeg-Krijt tot in het Eoceen op de noordelijke continenten leefden. 

## Kenmerken
De multituberculaten uit de Cimolodonta vervulden vermoedelijk de ecologische niche die later de knaagdieren innamen. Zo zijn er eekhoornachtige vormen zoals Ptilodus, capibara-achtige vormen zoals Taeniolabis en jerboa-achtige vormen zoals Kryptobaatar bekend.

## Indeling
De onderorde Cimolodonta omvat de volgende superfamilies en families:
- Familie Boffiidae
- Familie Cimolomyidae
- Superfamilie Ptilodontoidea
  - Familie Cimolodontidae
  - Familie Ptilodontidae
  - Familie Neoplagiaulacidae
  - Familie Kogaionidae
  - Familie Eucosmodontidae
  - Familie Microcosmodontidae
- Superfamilie Djadochtatherioidea
  - Familie Sloanbaataridae
  - Familie Djadochtatheriidae
- Superfamilie Taeniolabidoidea
  - Familie Taeniolabididae
  - Familie Lambdopsalidae